# 11656 Lipno
11656 Lipno este un asteroid din centura principală de asteroizi.

## Descriere
11656 Lipno este un asteroid din centura principală de asteroizi. A fost descoperit pe 6 martie 1997 la Observatorul Kleť de Miloš Tichý și Zdeněk Moravec
. Asteroidul prezintă o orbită caracterizată de o semiaxă mare de 3,22 ua, o excentricitate de 0,07 și o înclinație de 4,0° în raport cu ecliptica.